# 1978

## Събития
- 1 януари – Самолетът при полет 855 на „Еър Индия“ се разбива в Арабско море край бреговете на Бомбай, Индия, поради повреда на инструментите, пространствена дезориентация и пилотска грешка. Умират всички 213 души на борда.
- Щурците издават албума The Crickets.
- 11 февруари –  Самолетът при полет 314 на „Пасифик Уестърн Еърлайнс“ се разбива на международното летище „Кранбрук/Кънейдиън Рокийс“, Британска Колумбия, Канада и убива 42 души на борда.
- 20 април – Самолетът при полет 902 на „Кориън Еър Лайнс“ е принудително приземен върху ледено езеро в Карелска АССР, РСФСР от изтребител „Су-15“, след като нарушава съветското въздушно пространство.
- 22 април – Комунистите в Афганистан извършват преврат с помощта на СССР.
- 1 юни – 25 юни – В Аржентина се провежда 11-ото Световно първенство по футбол с 16 участващи национални тима; домакините печелят трофея.
- 22 юни – Открит е спътникът на Плутон, наречен Харон.
- 25 септември – Самолетът при полет 182 на „Пасифик Саутуест Еърлайнс“ се сблъсква във въздуха с „Чесна 172“ и се разбива в Сан Диего. Умират всички 137 души от двата самолета, както и още 7 на земята.
- 18 ноември – Масово самоубийство в Джоунстаун.
- 28 декември – Самолетът при полет 173 на „Юнайтед Еърлайнс“ катастрофира в жилищен квартал близо до международното летище в Портланд и убива 10 души.

## Родени
- Мартин Дамянов, български писател
- Наско Колев, български актьор и режисьор
- 1 януари 
  - Гийом Да Зади, котдивоарски футболист
  - Таниша, индийска актриса
- 4 януари – Доминик Хърбати, словашки тенисист
- 8 януари 
  - Марко Фу, хонконгски играч на снукър
  - Николай Атанасов, български поет
- 9 януари – Дженаро Гатузо, италиански футболист
- 20 януари – Ванеса Дифенбо, американска писателка
- 25 януари – Володимир Зеленски, украински актьор, шоумен, комик, режисьор и политик, президент на Украйна
- 26 януари – Йордан Линков, български футболист
- 28 януари – Джанлуиджи Буфон, италиански футболист
- 31 януари – Ивайло Габровски, български колоездач
- 4 февруари 
  - Дана Гарсия, колумбийска актриса
  - Евгени Йорданов, български футболист
- 7 февруари – Аштън Къчър, американски актьор и модел
- 13 февруари – Филип Жаруски, френски певец
- 18 февруари – Виктория Хил, австралийска актриса
- 19 февруари – Ибрахима Гай, сенегалски футболист
- 4 март – Любомир Божанков, български футболист
- 7 март 
  - Азис, български попфолк певец
  - Елена Емануилова, българска писателка
- 17 март – Саша Станишич, босненско-германски писател
- 18 март – Йоши Такешита, японска волейболистка
- 21 март – Рани Мукерджи, индийска актриса
- 29 март – Христо Цветанов, български волейболист
- 1 април – Силвия, българска попфолк певица
- 3 април – Томи Хаас, германски тенисист
- 16 април – Игор Тудор, хърватски футболист
- 21 април – Юка Невалаинен, финландски барабанист
- 23 април – Валя, българска попфолк певица
- 24 април – Георги Мечеджиев, български футболист
- 30 април – Симоне Бароне, италиански футболист
- 6 май – Айзък Куоки, ганайски футболист
- 8 май – Габриел Далиш, румънски поет
- 20 май – Христос Баникас, гръцки шахматист
- 21 май – Браяна Банкс, германска порноактриса и модел
- 26 май 
  - Небойша Йеленкович, сръбско-български футболист
  - Бенджи Грегъри, американски актьор († 2024 г.)
- 27 май – Иван Юруков, български актьор
- 31 май – Даниел Беконо, камерунски футболист
- 2 юни 
  - Роберт Петров, македонски футболист
  - Джъстин Лонг, американски актьор
- 6 юни – Мариана Попова, българска поп певица
- 9 юни 
  - Вяра Йорданова, български политик и психолог
  - Генка Шикерова, българска журналистка
- 10 юни – Марко Паасикоски, финландски музикант
- 15 юни – Йордан Господинов, български футболист
- 20 юни – Франк Лампард, английски футболист
- 23 юни – Кирил Граховски, български футболист
- 24 юни – Ерно Вуоринен, финландски китарист
- 29 юни – Никол Шерцингер, американска актриса, модел и поп певица
- 3 юли – Петя Янчулова, българска волейболистка
- 9 юли – Дмитрий Дюжев, руски актьор
- 17 юли – Татяна, българска попфолк певица
- 21 юли 
  - Джош Хартнет, американски актьор
  - Владимир Ампов, български поп изпълнител
  - Деймиън Марли, ямайски музикант
- 8 август – Луи Саа, френски футболист
- 9 август – Одре Тоту, френска актриса
- 14 август – Надя Петрова, български политик
- 17 август 
  - Яна Маринова, българска актриса
  - Вибеке Стене, норвежка певица
  - Галя, българска поп певица
- 19 август – Койчо Иванов, български футболист
- 20 август – Христо Терзиев, български футболист
- 23 август 
  - Георги Чиликов, български футболист
  - Весела, българска попфолк певица
- 30 август – Светослав Тодоров, български футболист
- 6 септември 
  - Тодор Кючуков, български футболист
  - Крум Дончев, автомобилен състезател
- 7 септември 
  - Девън Сауа, канадски актьор
  - Цветан Николов, български футболист
- 11 септември – Кристиян Християнов, български футболист
- 23 септември – Кристиян Добрев, български футболист
- 28 септември – Димитър Коемджиев, български футболист
- 2 октомври – Аюми Хамасаки, японска певица
- 9 октомври – Недко Миленов, български футболист
- 10 октомври – Джоди О’Кийф, актриса и модел
- 13 октомври – Александра Василева, българска актриса
- 14 октомври – Пол Хънтър, английски играч на снукър
- 19 октомври – Веселин Иванов, български волейболист
- 21 октомври – Хенрик Клингенберг, финландски музикант
- 30 октомври – Гаел Гарсия Бернал, мексикански актьор
- 2 ноември – Виктория Йермолиева, украински музикант
- 8 ноември – Иван Динев, български фигурист
- 10 ноември – Ийв, американска певица
- 11 ноември – Ерик Едман, шведски футболист
- 14 ноември – Димо Дренчев, български бизнесмен и политик
- 15 ноември – Ивайло Папов, български политик и учител
- 2 декември – Красимир Захов, български плувец
- 4 декември – Десислава Бакърджиева, българска актриса
- 12 декември – Моника Бирладяну, румънска актриса и модел
- 15 декември – Марк Янсен, нидерландски китарист
- 18 декември – Кейти Холмс, американска актриса

## Починали
- Анастас Петров, български балетист
- Петър Младенов, български художник
- Стефан Марков, български партизанин
- 17 януари – Атанас Далчев (р. 1904 г.)
- 9 февруари – Хулио Харамильо, еквадорски музикант
- 11 февруари – Хари Мартинсон, шведски писател, поет
- 18 февруари – проф. Михаил Арнаудов, български литературен историк, фолклорист, етнолог (р. 1878 г.)
- 28 февруари – Ерик Франк Ръсел, британски писател фантаст (р. 1905 г.)
- 19 март – Гастон Жулиа, френски математик (р. 1893 г.)
- 30 март – Димитър Попниколов, български революционер
- 1 май – Арам Хачатурян, арменски композитор (р. 1903 г.)
- 9 май – Алдо Моро, италиански политик
- 29 май – Али Соили, коморски политик
- 30 май – Тецу Катаяма, министър-председател на Япония
- 2 юни – Сантяго Бернабеу Йесте, испански футболист
- 10 юли – Джо Дейвис, английски играч на билярд и снукър (р. 1901 г.)
- 22 юли – Георги Веселинов, български детски писател и литературен критик (р. 1909 г.)
- 31 юли – Аспарух Лешников, български певец (р. 1897 г.)
- 4 август – проф. Иван Леков, български езиковед и славист (р. 1904 г.)
- 6 август – Павел VI, римски папа (р. 1897 г.)
- 26 август – Шарл Боайе, френски актьор (р. 1899 г.)
- 28 август – Робърт Шоу, британски актьор (р. 1927 г.)
- 6 септември – Адолф Даслер, германски предприемач
- 8 септември – Панчо Владигеров, български композитор (р. 1899 г.)
- 11 септември – Георги Марков – български писател и дисидент (р. 1929 г.)
- 11 септември – Рони Петерсон, шведски пилот от Формула 1 (р. 1944 г.)
- 28 септември – папа Йоан Павел I (р. 1912 г.)
- 7 октомври – Анри Корбен, френски ислямовед
- 21 октомври – Анастас Микоян, съветски политик
- 6 ноември – Стефан Чумпалов, български футболист
- 8 декември – Голда Меир, израелски политик
- 11 декември – Олга Кирчева, българска актриса
- 16 декември – Цанко Лавренов, български художник (р. 1896 г.)

## Нобелови награди
- Физика – Пьотър Леонидович Капица, Арно Алън Пензиас, Робърт Уилсън
- Химия – Питър Мичъл
- Физиология или медицина – Вернер Арбер, Даниел Нейтънс, Хамилтън Смит
- Литература – Исаак Башевис Сингер
- Мир – Мохамед Ануар Садат, Менахем Бегин
- Икономика – Хърбърт Саймън

## Филдсов медал
Пиер Делин, Чарлз Феферман, Григорий Маргулис, Даниъл Куилън

## Киното през 1978

### Български филми
- Адиос, мучачос
- Бъди благословена
- Всеки ден, всяка нощ
- Всички и никой
- Големият товар
- Инструмент ли е гайдата?
- Компарсита
- Момчетата от „Златен лъв“
- Насрещно движение
- Нечиста сила
- Пантелей
- Покрив
- Правилата
- Рали
- С любов и нежност
- Служебно положение: ординарец
- 100 тона щастие
- Талисман
- Топло
- Трампа
- Умирай само в краен случай
- Утрото е неповторимо
- Чуй петела
- Юлия Вревска